# Кангасниеми, Каарло
Каарло Олави Кангасниеми (фин. Kaarlo Olavi Kangasniemi, р. 4 февраля 1941) — финский тяжелоатлет, Олимпийский чемпион, чемпион мира и Европы.
Каарло Кангасниеми родился в 1941 году в Куллаа. В 1964 году принял участие в Олимпийских играх в Токио, где стал 7-м. В 1968 году завоевал бронзовую медаль чемпионата Европы и золотую медаль на Олимпийских играх в Мехико (считавшихся также чемпионатом мира). В 1969 году завоевал золотую медаль чемпионата мира и Европы. В 1970 году выиграл чемпионат Европы, в 1971 году занял второе место на чемпионате мира. В 1972 году завоевал бронзовую медаль чемпионата Европы, а на Олимпийских играх в Мюнхене стал 6-м.